# Полтавський палій

«Полтавський палій» або «Мені нравиться, як воно горить…» — український інтернет-мем, що з'явився у 2010 році.
Героєм мему став полтавець Віталій Чепурко, більш відомий як «полтавський палій». У 2010 році його було затримано після того, як він підпалював вхідні двері та тікав. Як пізніше розповіли в УМВС України, за одну ніч він підпалив аж вісім дверей. Після затримання в нього запитали, навіщо він це робить. Відповідь Чепурка було знято на камеру і саме цей відеоролик отримав велике поширення в мережі. На ньому затриманий незворушно розказував:
|  | Ну, мені нравиться, як воно горить, як люди суєтятся, пожарки приїжджають. Ну, люді в шокє, глаза аж вилазять у них. Ну, а мені це по приколу: дивиться, як вони бігають, суєтятся, питаются руками потушить, а воно ж іще дужче горить. А я стою внизу і сміюся. |

Виявилось, що хулігана не вперше затримували за підпали. Палію було 33 роки, він народився в Геленджику, мав брата. Після смерті батька переїхав з матір'ю в Полтаву, вчився в інтернаті, потім влаштувався працювати на завод, проте був засуджений на шість років за крадіжку. Після повернення з в'язниці він продовжував красти, його вигнали з дому, і одного разу після невдалого злому гаражу він зі злості підпалив його. За словами Чепурка, у 2007 році він підпалив 28 дверей, і навіть після чергової «відсидки» продовжував це робити. У 2011 році — вже після того, як вийшло мемне відео, — Віталія засудили на 5 років та 6 місяців. У 2021 році «полтавський палій» вперше за останні десять років з'явився в ЗМІ. Виявилось, що він щойно вчергове вийшов з в'язниці та пообіцяв виправитись, зокрема, створив канал на YouTube та став відеоблогером.
Мем «Мені нравиться, як воно горить…» набув великої популярності 2022 року після вторгнення Росії в Україну. Зокрема, його використовували, коли «рускій воєнний корабль» було підбито українськими ракетами, або під час вибухів в Криму в серпні 2022 року. Співак Олег Кензов присвятив йому пісню «Ти готова до підпалу».